# 버림받은 천사
"버림받은 천사"는 한국에서 제작된 김수용 감독의 1960년 영화이다. 허장강 등이 주연으로 출연하였고 최일 등이 제작에 참여하였다.

## 출연

### 주연
- 허장강
- 황해
- 최남현
- 노경희

## 기타
- 조명: 고해진
- 녹음: 이경순
- 미술: 이봉선